# Station to Station
Az 1976-os Station to Station David Bowie tizedik nagylemeze, melyet általában a legnagyobb munkájának tartanak. A felvételek alatt drogproblémákkal küzdött, főleg kokaint használt, így alig emlékszik a munkálatokra. A Rolling Stone magazin Minden idők 500 legjobb albuma listáján a 323. helyre került.
Szerepel az 1001 lemez, amit hallanod kell, mielőtt meghalsz című könyvben.

## Az album dalai
| 1. | Station to Station | David Bowie | 10:14 |
| 2. | Golden Years       | Bowie       | 4:00  |
| 3. | Word on a Wing     | Bowie       | 6:03  |

| 1. | TVC 15           | Bowie                           | 5:33 |
| 2. | Stay             | Bowie                           | 6:15 |
| 3. | Wild Is the Wind | Ned Washington, Dimitri Tiomkin | 6:02 |

| 7. | Word on a Wing (koncertfelvétel) | Bowie | 6:10 |
| 8. | Stay (koncertfelvétel)           | Bowie | 7:24 |

A koncertfelvételeket 1976. március 23-án rögzítették a uniondale-i Nassau Coliseumban.

## Helyezések

### Album
| Lista (1976)         | Helyezés |
| -------------------- | -------- |
| Norvég albumlista    | 8        |
| Svéd albumlista      | 11       |
| Brit albumlista      | 5        |
| Billboard Pop Albums | 3        |

### Kislemezek
| Év   | Kislemez          | Lista                          | Helyezés |
| ---- | ----------------- | ------------------------------ | -------- |
| 1975 | Golden Years      | Brit kislemezlista             | 8        |
| 1975 | Golden Years      | US Billboard Pop Singles       | 10       |
| 1976 | Golden Years      | Holland kislemezlista          | 6        |
| 1976 | Golden Years      | Svéd kislemezlista             | 10       |
| 1976 | Stay/Golden Years | US Billboard Club Play Singles | 9        |
| 1976 | TVC 15            | Svéd kislemezlista             | 18       |
| 1976 | TVC 15            | Brit kislemezlista             | 33       |
| 1976 | TVC 15            | US Billboard Pop Singles       | 64       |
| 1981 | Wild Is the Wind  | Brit kislemezlista             | 24       |

## Közreműködők

### Zenészek
- David Bowie – ének, gitár, tenor- és altszaxofon, moog szintetizátor, mellotron
- Carlos Alomar – gitár
- Roy Bittan – zongora
- Dennis Davis – dob
- George Murray – basszusgitár
- Warren Peace – háttérvokál
- Earl Slick – gitár

### Produkció
- David Bowie – producer
- Harry Maslin – producer
- Steve Shapiro – fényképész